# Martín Di Nenno
Martín Di Nenno, né le 18 mars 1997 à Ezeiza (Argentine), est un joueur de padel professionnel argentin.
Il occupe fin 2023 la 3ème position au classement du circuit World Padel Tour et joue à droite aux côtés de Franco Stupaczuk. Tous deux forment fin 2023 la deuxième meilleure paire au monde et sont connus dans le monde entier sous le nom de "Los Superpibes" depuis qu'ils ont commencé à se démarquer en Argentine chez les jeunes.
Martín est connu pour son intelligence de jeu, sa qualité de lecture du jeu et sa grande capacité à défendre, qualités qui l'ont amené à être considéré comme l'un des meilleurs joueurs de droite au monde.

## Biographie
Martín Di Nenno grandit dans une famille de sportif, et commence à se faire connaître dans le monde du padel pour ses bons résultats avec Franco Stupaczuk, avec qui il a commencé à jouer très jeune, dès 2007. Ensemble, ils gravissent les échelons au classement du circuit argentin, puis sur le circuit mondial World Padel Tour dès 2015.
En janvier 2016, alors agé de 19 ans, il subit un tragique accident de voiture en Argentine où ses deux meilleurs amis, Hernán Rodríguez et le jeune talent du padel argentin Elías Estrella, laissèrent la vie. Martin, lui survit miraculeusement mais pas sans lésions : deux jambes cassées, fémur droit fendu en deux, rotule gauche brisée, dix jours en soins intensifs et un mois au lit. Malgré un diagnostic pessimiste pour une éventuelle reprise du padel un jour, il parvint à force mentale et travail acharné à revenir sur le circuit World Padel Tour moins d'un an après.
Pour son retour sur le circuit World Padel Tour, il enchaine les partenaires : Juan Restivo, Javi Garrido, Agustín Silingo, Maxi Sánchez (avec qui il parvient à entrer dans le top 8 des meilleures paires mondiales), avant de finalement s'allier à Paquito Navarro avec qui il va remporter en 2021 le Master de Barcelone, son premier titre sur le World Padel Tour, dans une finale chargée en émotions qu'il va dédier à ses 2 amis décédés.
Pour la saison 2023, les deux amis d'enfance Martín Di Nenno et Franco Stupaczuk reforment la paire mythique des Superpibes qui a tant gagné en Argentine. Ils réalisent une année fantastique en remportant un tournoi Premier Padel et six tournois World Padel Tour, et terminent la saison en tant que deuxième meilleure paire mondiale.
En juillet 2024, la paire Stupa/Di Nenno se sépare. Martín finit la saison avec Juan Lebrón. Il évoluera en 2025 avec Javier Garrido.

## Titres

### Championnat du monde de padel
| N.º | Année | Ville hôte | Adversaires en finale | Résultat |
| --- | ----- | ---------- | --------------------- | -------- |
| 1.  | 2012  | Cancún     | Brésil                | 2-1      |
| 2.  | 2022  | Dubaï      | Espagne               | 2-1      |
| 3.  | 2024  | Doha       | Espagne               | 2-1      |

### Premier Padel
| N.º | Année | Tournoi | Catégorie | Partenaire       | Adversaires en finale                | Résultat  |
| --- | ----- | ------- | --------- | ---------------- | ------------------------------------ | --------- |
| 1.  | 2022  | Doha    | Major     | Paquito Navarro  | Juan Lebrón Alejandro Galán          | 6-3 / 7-6 |
| 2.  | 2023  | Doha    | Major     | Franco Stupaczuk | Sanyo Gutiérrez Fernando Belasteguín | 6-2 / 7-6 |
| 3.  | 2024  | Nokia   | P2        | Juan Lebrón      | Coki Nieto Jon Sanz                  | 7-5 / 6-3 |

### World Padel Tour
| N.º | Année | Tournoi      | Catégorie | Partenaire       | Adversaires en finale              | Résultat        |
| --- | ----- | ------------ | --------- | ---------------- | ---------------------------------- | --------------- |
| 1.  | 2021  | Barcelone    | Master    | Paquito Navarro  | Federico Chingotto Juan Tello      | 6-2 / 3-6 / 6-4 |
| 2.  | 2021  | Cordoue      | Open      | Paquito Navarro  | Álex Ruiz Franco Stupaczuk         | 6-3 / 6-3       |
| 3.  | 2021  | Buenos Aires | Master    | Paquito Navarro  | Sanyo Gutiérrez Agustín Tapia      | 6-4 / 6-2       |
| 4.  | 2022  | Vigo         | Open      | Paquito Navarro  | Juan Lebrón Alejandro Galán        | 2-6 / 6-3 / 6-4 |
| 5.  | 2022  | Santander    | Open      | Paquito Navarro  | Arturo Coello Fernando Belasteguín | 6-2 / 6-0       |
| 6.  | 2023  | Danish       | Open      | Franco Stupaczuk | Sanyo Gutiérrez Momo González      | 6-3 / 6-4       |
| 7.  | 2023  | French       | Open      | Franco Stupaczuk | Federico Chingotto Paquito Navarro | 6-2 / 6-4       |
| 8.  | 2023  | Valladolid   | Master    | Franco Stupaczuk | Arturo Coello Agustín Tapia        | 4-6 / 6-4 / 7-6 |
| 9.  | 2023  | Valence      | Open      | Franco Stupaczuk | Jon Sanz Alejandro Galán           | 6-3 / 6-3       |
| 10. | 2023  | Madrid       | Master    | Franco Stupaczuk | Arturo Coello Agustín Tapia        | 7-5 / 6-4       |
| 11. | 2023  | Amsterdam    | Open      | Franco Stupaczuk | Federico Chingotto Paquito Navarro | 4-6 / 6-2 / 6-2 |